# Dysstroma fulvipennis
Dysstroma fulvipennis là một loài bướm đêm trong họ Geometridae.